# Gonfaloniere der Kirche

Wappen der Familie Gonzaga mit den päpstlichen Insignien, die Federico II. als päpstlicher Gonfalonier erwarb

Wappen der Familie Montefeltro mit den päpstlichen Insignien, die Federico als päpstlicher Gonfalonier erwarb

Der Gonfaloniere der Kirche oder Päpstlicher Gonfalonier (italienisch Gonfaloniere della Chiesa, deutsch ‚Bannerträger‘, lateinisch Vexillifer Ecclesiæ) war ein militärisches und politisches Amt des Kirchenstaates. Es ging aus der Nutzung des päpstlichen Banners während des Kampfes hervor. Das Amt wurde später weitgehend zeremonieller und politischer Natur. Bei seiner Nominierung wurden dem Gonfaloniere zwei Banner verliehen, eines mit den Wappen der Kirche (Vexillum cum armis Ecclesiae) und ein weiteres mit dem Wappen des regierenden Papstes (cum suis armis). Der Gonfaloniere war berechtigt, kirchliche Embleme (dazu gehörten die Schlüssel von St. Peter und das Padiglione) auf seinen eigenen Waffen in der Regel nur während seiner Amtszeit, aber bei Gelegenheit dauerhaft zu tragen. Innozenz XII. schaffte beide Ämter ab und ersetzte sie durch das Amt des Fahnenträgers der Heiligen Römischen Kirche (ita.: Vessilifero Romana Chiesa di Santo), das später erblich an die Familie Naro Patrizi verliehen wurde.

## Liste der Gonfaloniere der Kirche (unvollständig)
| Amtszeit             | Porträt | Gonfaloniere                       | ernennender Papst            | Anmerkungen |
| -------------------- | ------- | ---------------------------------- | ---------------------------- | --- |
| ca. 1296             |         | Jakob II. von Aragón               | Bonifatius VIII. (1294–1303) | König von Aragon und Valencia; Gonfalonier, Admiral, und Generalkapitän der Kirche; ernannt, um ihn zu ermutigen einen Krieg gegen seinen Bruder, Friedrich II., zu führen (vgl. Sizilianische Vesper) |
|                      |         |                                    |                              | |
| 1372–?               |         | Galeotto I. Malatesta              | Gregor XI. (1370–1378)       | Kommandant der päpstlichen Armee gegen Bernabò Visconti, den er bei Montechiaro besiegte |
|                      |         |                                    |                              | |
| 1377–1384            |         | Ridolfo II. da Varano di Camerino  | Gregor XI. (1370–1378)       | diente als Kommandant der päpstlichen Armee in den letzten Jahren des Avignonesischen Papsttums |
|                      |         |                                    |                              | |
| 1384–1385            |         | Karl III. von Neapel               | Urban VI. (1378–1389)        | König von Neapel, exkommuniziert und aus dem Amt entfernt; seine Kräfte belagerten den Papst in Nocera, während der Papst später versuchte Neapel für seinen Neffen Francesco Moricotti Prignani an sich zu reißen |
|                      |         |                                    |                              | |
| 1387–?               |         | Carlo I. Malatesta                 | Urban VI. (1378–1389)        | ein Condottiere |
|                      |         |                                    |                              | |
| ca. 1399             |         | Martin I. von Aragón               | Gegenpapst Benedikt XIII.    | König von Aragon und Sizilien, Gonfaloniere des westlichen Gegenpapstes, weigerte sich aber, während der Belagerung Avignons Krieg gegen Frankreich zu führen |
|                      |         |                                    |                              | |
| 1403–?               |         | Niccolò III. d’Este                | Bonifatius IX. (1389–1404)   | ein Condottiere, auch Herr von Ferrara; ernannt als Gegensatz zu Mailand; möglicherweise wiederernannt von Papst Martin V. |
|                      |         |                                    |                              | |
| 1406–?               |         | Ladislaus von Neapel               | Innozenz VII. (1404–1406)    | König von Neapel; ernannt für seine Hilfe bei der Unterstützung Innozenz’ VII. gegen den römischen Mob; im Jahre 1411 nach Roccasecca gesandt, verließ er Papst Gregor XII. zugunsten des Gegenpapstes Johannes XXIII., der ihn zu seinem Gonfalonier ernannte |
|                      |         |                                    |                              | |
| 1409–1411            |         | Ludwig II. von Anjou               | Gegenpapst Alexander V.      | im Gegensatz zu Ladislaus für das Königreich Neapel; wurde von der Pisaner Fraktion von Gegenpapst Alexander V. zum Gonfalonier ernannt; obwohl er einen wichtigen Sieg in Roccasecca errang, verließ er das Feld und kehrte nach Frankreich zurück |
|                      |         |                                    |                              | |
| 1412–?               |         | Gianfrancesco I. Gonzaga           | Gregor XII. (1406–1415)      | ein Condottiere; auch Herr von Mantua |
|                      |         |                                    |                              | |
| 1419–?               |         | Guidantonio da Montefeltro         | Martin V. (1417–1431)        | ein Condottiere; auch Herr von Urbino |
| 1431–?               |         | Niccolò Fortebraccio               | Eugen IV. (1431–1447)        | ein Condottiere; trotz seines Scheiterns Città di Castello wiederzuerobern, wurde er als Gonfaloniere verpflichtet, sich Sigismund von Luxemburg in der Toskana und den Prefetti di Vico in der Region Latium zu widersetzen, nutzte aber seine Stellung, um seine eigenen Interessen zu fördern, danach zog er in den Krieg gegen den Kirchenstaat für das Herzogtum Mailand |
|                      |         |                                    |                              | |
| 1433–1434            |         | Giovanni Vitelleschi               | Eugen IV. (1431–1447)        | für kurze Zeit unter Papst Eugen IV. Kommandant der päpstlichen Truppen |
|                      |         |                                    |                              | |
| 1434–1442            |         | Francesco I. Sforza                | Eugen IV. (1431–1447)        | ein Condottiere; während der Arbeit für Mailand erhielt er die Position des Gonfaloniere zusammen mit Ancona im Rahmen der Bedingungen eines Friedens mit Eugen, dann führte die Kampagne gegen den ehemaligen Gonfalonier und seinen ehemaligen Verbündeten Niccolò Fortebraccio Verlor seine Position nach dem Bündnis Mailands mit dem Papsttum gegen ihn.                 |
| 1442–?               |         | Niccolò Piccinino                  | Eugen IV. (1431–1447)        | ein Condottiere; ursprünglich half er Fortebraccio und Sforza gegen das Papsttum; ernannt zum Gonfalonier, um Sforzas Besitzungen in der Marca anconitana zu erobern |
|                      |         |                                    |                              | |
| 1444–?               |         | Ludwig XI. von Frankreich          | Eugen IV. (1431–1447)        | ernannt für seine Taten in der Schweiz gegen das Konzil von Basel und den Gegenpapst Felix V. |
|                      |         |                                    |                              | |
| ca. 1455             |         | Francesco I. Sforza                |                              | zweite Amtszeit; unangefochtener Herzog von Mailand |
|                      |         |                                    |                              | |
| ?–1458               |         | Pedro Luis Borgia                  | Calixt III. (1455–1458)      | Papst Kalixts älterer Bruder, auch Generalkapitän der Kirche und Herzog von Spoleto |
|                      |         |                                    |                              | |
| 1462–1468            |         | Federico da Montefeltro            | Pius II. (1458–1464)         | ein Condottiere, auch Herzog von Urbino; berufen gegen Sigismondo Malatesta, den Herrn von Rimini; wiederbestellt von Papst Paul II. gegen Venedig |
|                      |         |                                    |                              | |
| 1474–?               |         | Federico da Montefeltro            | Sixtus IV. (1471–1484)       | zweite Amtszeit, nun als Herzog von Urbino; verheiratete seine Tochter mit Papst Sixtus’ Lieblingsneffen Giovanni della Rovere, der das Herzogtum nach dem Tod von Federicos Sohn Guidobaldo erbte |
|                      |         |                                    |                              | |
| 1496–1497            |         | Giovanni Borgia                    | Alexander VI. (1492–1503)    | Sohn Alexanders VI., auch Herzog von Gandía und Generalkapitän; ermordet, vielleicht von seinem Bruder Cesare |
|                      |         |                                    |                              | |
| 29. März 1500–1503   |         | Cesare Borgia                      | Alexander VI. (1492–1503)    | Sohn Alexanders VI.; ehemaliger Kardinal, auch Herzog von Valentino und Generalkapitän; oft der Ermordung Giovannis beschuldigt, entweder direkt oder indirekt; Julius II. weigerte sich, ihn nach seiner Wahl zu bestätigen |
| 1504–1508?           |         | Guidobaldo da Montefeltro          | Julius II. (1503–1513)       | ein Condottiere, auch Herzog von Urbino; Sohn von Federico da Montefeltro; adoptierte Francesco Maria I. della Rovere, Neffe sowohl von ihm als auch des Papstes |
| 19. April 1509–1510  |         | Alfonso I. d’Este                  | Julius II. (1503–1513)       | auch Herzog von Ferrara; kommandierte die Kräfte gegen Venedig in der zweiten Phase des Krieges der Liga von Cambrai; seines Postens enthoben und exkommuniziert mit seiner ganzen Familie, um Ferrara unter päpstliche Verwaltung zurückzukehren zu lassen |
| 30. September 1510–? |         | Gianfrancesco II. Gonzaga          | Julius II. (1503–1513)       | auch Markgraf von Mantua |
|                      |         |                                    |                              | |
| 1513–1516            |         | Giuliano di Lorenzo de’ Medici     | Leo X. (1513–1521)           | auch Generalkapitän der Kirche und Herzog von Nemours |
| 1516–?               |         | Lorenzo di Piero de’ Medici        | Leo X. (1513–1521)           | auch Generalkapitän der Kirche; befehligte die päpstliche Armee im Krieg von Urbino (1517), bevor er bei der Belagerung von Mondolfo verwundet wurde |
| 1519–?               |         | Federico II. Gonzaga               | Leo X. (1513–1521)           | auch Herzog von Mantua und Generalkapitän der Kirche und der Republik Venedig; war nicht verpflichtet gegen das Heilige Römische Reich und versäumte damit, in den Sacco di Roma einzugreifen |
|                      |         |                                    |                              | |
| 1. Februar 1537–1547 |         | Pier Luigi Farnese                 | Paul III. (1534–1549)        | Sohn Pauls III.; auch Herzog von Parma, Piacenza und Castro |
| 1547–1551            |         | Ottavio Farnese                    | Paul III. (1534–1549)        | Sohn Pier Luigi Farneses, auch Herzog von Parma, Piacenza und Castro |
|                      |         |                                    |                              | |
| ca. 1565             |         | Jacob Hannibal von Ems zu Hohenems |                              | (oder Graf Hannibal von Altemps) |
|                      |         |                                    |                              | |
| 1566–?               |         | Ottavio Farnese                    | Pius V. (1566–1572)          | zweite Amtszeit |
|                      |         |                                    |                              | |
| 1572–1585            |         | Giacomo Boncompagni                | Gregor XIII. (1572–1585)     | Sohn von Gregor XIII.; auch Generalkapitän des spanischen Mailands, erwarb die Herzogtümer von Sora und Arce, Aquino und Arpino; aus dem Amt entfernt nach der Wahl von Papst Sixtus V. |
|                      |         |                                    |                              | |
| ca. 1621–?           |         | Odoardo I. Farnese                 | Gregor XV. (1621–1623)       | auch Herzog von Parma und Piacenza; Papst Urban VIII. exkommunizierte ihn und verbot ihm die Benutzung der Wappen des Gonfalonier |
| ?–1630               |         | Carlo Barberini                    | Urban VIII. (1623–1644)      | Bruder von Papst Urban VIII. und Antonio Marcello Barberini, Vater Taddeo Barberinis |
| 1630–1636(?)         |         | Torquato Conti                     | Urban VIII. (1623–1644)      | Herzog von Guadagnolo und Feldmarschall des Heiligen Römischen Reiches |
| 1639–1644            |         | Taddeo Barberini                   | Urban VIII. (1623–1644)      | Neffe Papst Urbans VIII. und Prinz von Palestrina. Zum Kommandeur der päpstlichen Armee in den Kriegen von Castro ernannt. Ging 1644 nach der Wahl Papst Innozenz’ X. ins Exil und starb im Jahre 1647 ohne wieder nach Rom zurückzukehren. Daten sind ungefähre Angaben. |
| 1649–?               |         | Maffeo Barberini                   | Innozenz X. (1644–1655)      | Sohn Taddeo Barberinis, der die früheren Titel seines Vaters nach der Versöhnung mit den Familien Pamphili und Barberini erhielt. |